# باد زالتسشلیرف
باد زالتسشلیرف (به آلمانی: Bad Salzschlirf) یک منطقهٔ مسکونی در آلمان است که در فولدا واقع شده‌است. باد زالتسشلیرف  ۳٬۰۹۱ نفر جمعیت دارد.

## خواهرخوانده
شهرهای باد تن‌اشتت و Castel San Pietro Terme خواهرخوانده‌های باد زالتسشلیرف هستند.